# 丁字褲對社會的影響

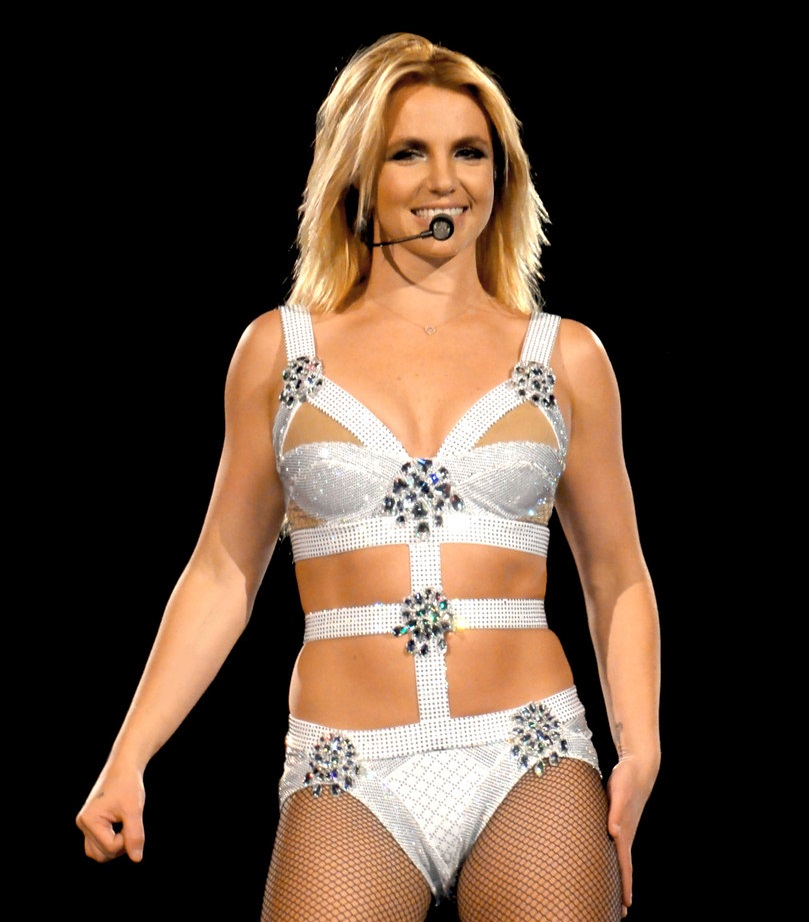
《华盛顿邮报》的劳拉·塞辛斯·斯蒂普（Laura Sessions Stepp）寫道，布蘭妮·斯皮爾斯和珍妮弗·洛佩兹等流行偶像帶動了丁字褲的流行。上圖為斯皮爾斯在2011年登台表演的樣子

各大媒體已就丁字褲對社會的影響進行了深入報導——從某些場所禁止人們穿着丁字褲，到身穿丁字褲的未成年人。基督教牧师奥尼尔·麦克奎克（Oneil McQuick）認為，丁字褲的盛行跟社會日益性化有關；基督教作家菲洛·忒洛斯（Philo Thelos）則認為有關趨勢跟人們渴望不穿衣服有關。

## 概論
基督教作家莎伦·道赫蒂（Sharon Daugherty）在其著作《小伙子會看到少女看不透的事：真是如此嗎？》（What Guys See That Girls Don't: Or Do They?）中，探討了丁字褲日益在社會盛行的趨勢，她表示時裝業「可能已改变了我们社会的观念」，她認為「這樣穿就沒有内裤线或隆起」的想法是「不成立的」，「时装设计师設計出丁字褲的原因就在於使人產生性意念」。
莫妮卡·莱温斯基在柯林頓-萊文斯基醜聞期間作證表示，她曾在莱昂·帕内塔的辦公室跟比尔·克林顿調情；在那掀起外套，讓克林顿看到她裤子上面的丁字褲带子。美國部分傳媒把丁字褲當作《斯塔爾報告》的淫秽部分转喻。女性主義評論家卡莉·卢卡斯認為，莱温斯基「利用了她的丁字裤诱惑，永久改變了華盛頓特區低層員工的形象——从有抱负的政策专家搖身一變，成了性誘惑者」。
营销分析师玛丽安·L·萨尔兹曼（Marian L. Salzman）、艾拉·马塔西亚（Ira Matathia）、安·奥莱利（Ann O'Reilly）在《热议：利用影响力创造需求》（Harness the Power of Influence and Create Demand）一著中寫道，丁字裤品牌借助媒體的關注來為自己造勢。摄影师劳伦·格林菲尔德在其著作《少女文化》（Girl Culture）中寫道：「要理解当代女性的身份認同，就須先理解極端與主流之間的辩证關係——（比如）厌食者与节食者、脱衣舞者与袒露中腹/身穿丁字裤的少女」。
2004年，政治评论家德里克·穆罕默德（Cedric Muhammad）在《丁字裤与面纱》（The Thong versus the Veil）一文中寫道：「我们想知道的是，在現今美國電視節目中最為突出的兩類女性，谁的智慧和精神更受尊重？是那个完全蒙着面纱，连眼睛都看不见的阿富汗女性，还是在节奏布鲁斯和嘻哈视频中身穿比基尼和丁字裤跳舞的黑人女性？」。

## 校園管制
位於麦迪逊的羅馬天主教中學圣安布罗斯学校有着一套穿着规定，当中寫明不能穿着丁字褲样式的泳装。位於加州狄克逊的迪克森高中規定，所有類型的內衣皆須為其他衣物所遮蓋，尤其是丁字褲。 维多利亚大学法學院曾短暫推出過印有學校標誌的丁字褲，不過在引發爭議後，有關貨品迅速下架。
1999年，邁阿密大學一名男教授因拒絕把丁字褲泳裝換掉，而被拒進入学校的娱乐中心。該名教授於是把事件提告至法院。2000年，萨利纳斯的一位高中校長因推行各种穿着规定而備受爭議，當中包括「非正式地禁止學生身穿丁字內褲」。一名学生称，她因为在校园内穿着丁字內褲，而收到了一张违反穿着规定的通知。這間高中及後因此事而在美國全國成了報章的頭條。
2002年，圣地亚哥一名高中女副校长會在女學生进入学校参加舞会时，強制檢查她們的内裤，她於最終檢查了多達100名女學生的內褲。此舉引來了學生和一些家長的不滿，並使學校開展有關該名副校長的調查。該名副校長在辯解時稱，她是為了學生的安全而這樣做，並沒有針對身穿丁字褲的學生。2003年，英国一所小学的校长在得知年仅10岁的女学生穿着丁字内裤上学后，對之表示關注。當地傳媒因此開展了有關「向少女推銷丁字褲是否合適」的討論。

## 運動
加利福尼亞大學四健會項目明确禁止女性身穿「丁字褲」或類似樣式的泳衣。
国际女子壁球运动员协会在2001年決定，禁止女子壁球巡回赛第16号种子选手维琪·布莱特於英国公开赛上身穿丁字褲和運動胸罩。协会起初裁定「並不适宜穿着丁字裤」，但隨後改口說不需為丁字裤作出具體判定。布莱特表示：「傳統服裝太礙事了，我們應盡可能穿得簡單……」。
2004年，亚历山大·普特南（Alexander Putnam ）在穿着一條綠色丁字褲的情況下參加倫敦馬拉松，並在途中畫了一棵熱帶樹，用以抗議剛果的伐木活動。
美國健美比賽的主辦方會在比賽需要於電視上播出時，禁止女性健美者穿着丁字裤或丁字型泳衣。在不用上電視時，一些健美比賽則容許她們穿着之。

## 政府禁制
在2002年10月，佛罗里达州政府決定禁止人們在公眾海灘穿着丁字褲。

## 少女與丁字褲
自2000年代開始，丁字褲在美國少女群體中日益流行。喜剧演员简妮·加罗法洛稱她們為「丁字褲女性主義者」。儿童治疗师罗恩·塔菲尔（Ron Taffel）表示，当一個12歲的少女开始穿着丁字褲時，這並非「对大人的的反抗」，而是「一種表达。證明她們為……同龄人和流行文化的一部分」。发展心理学家德博拉·托尔曼（Deborah Tolman）並不同意「所有身穿丁字褲的少女都被性化」的說法；她表示：「當今孩童在更小的時候便開始探索性這回事，但他們卻不一定會變得性活躍」。她稱，身穿丁字褲的少女可能在面對「『要她們看上去十分性感』的社會壓力——不過又不能跨越一條使『自己顯得放蕩』的界線」。
《華盛頓郵報》的勞拉·塞辛斯·斯蒂普（Laura Sessions Stepp）寫道，布蘭妮·斯皮爾斯和珍妮弗·洛佩茲等流行偶像帶動了丁字褲在少女群體的流行。2002年，爱芙趣推出了一系列以10-16岁少女為對象的丁字裤内衣，不過評論家卻表示當中有些小得連7歲女孩也能穿得下。爱芙趣的發言人汉普顿·卡尼（Hampton Carney）表示，他能列出「至少100个少女應穿着丁字褲內衣的理由」。有關爭議為爱芙趣提供了大量的免費宣傳。英国零售商Argos在推出儿童尺寸的丁字裤和带衬垫的胸罩時，公众的反應亦跟爱芙趣推出上述產品時類近。在日本，則有一些未成年少女在身穿丁字褲的情況下拍攝寫真集和寫真影片——她們統稱為「丁字褲年少偶像」。有評論家批評這些產品為變相的兒童色情製品。